# (18548) Christoffel
(18548) Christoffel est un astéroïde de la ceinture principale.

## Description
(18548) Christoffel est un astéroïde de la ceinture principale. Il fut découvert le 10 janvier 1997 à Prescott (Arizona) par Paul G. Comba. Il présente une orbite caractérisée par un demi-grand axe de 2,58 UA, une excentricité de 0,04 et une inclinaison de 7,4° par rapport à l'écliptique.

## Compléments